# Jan van der Noot

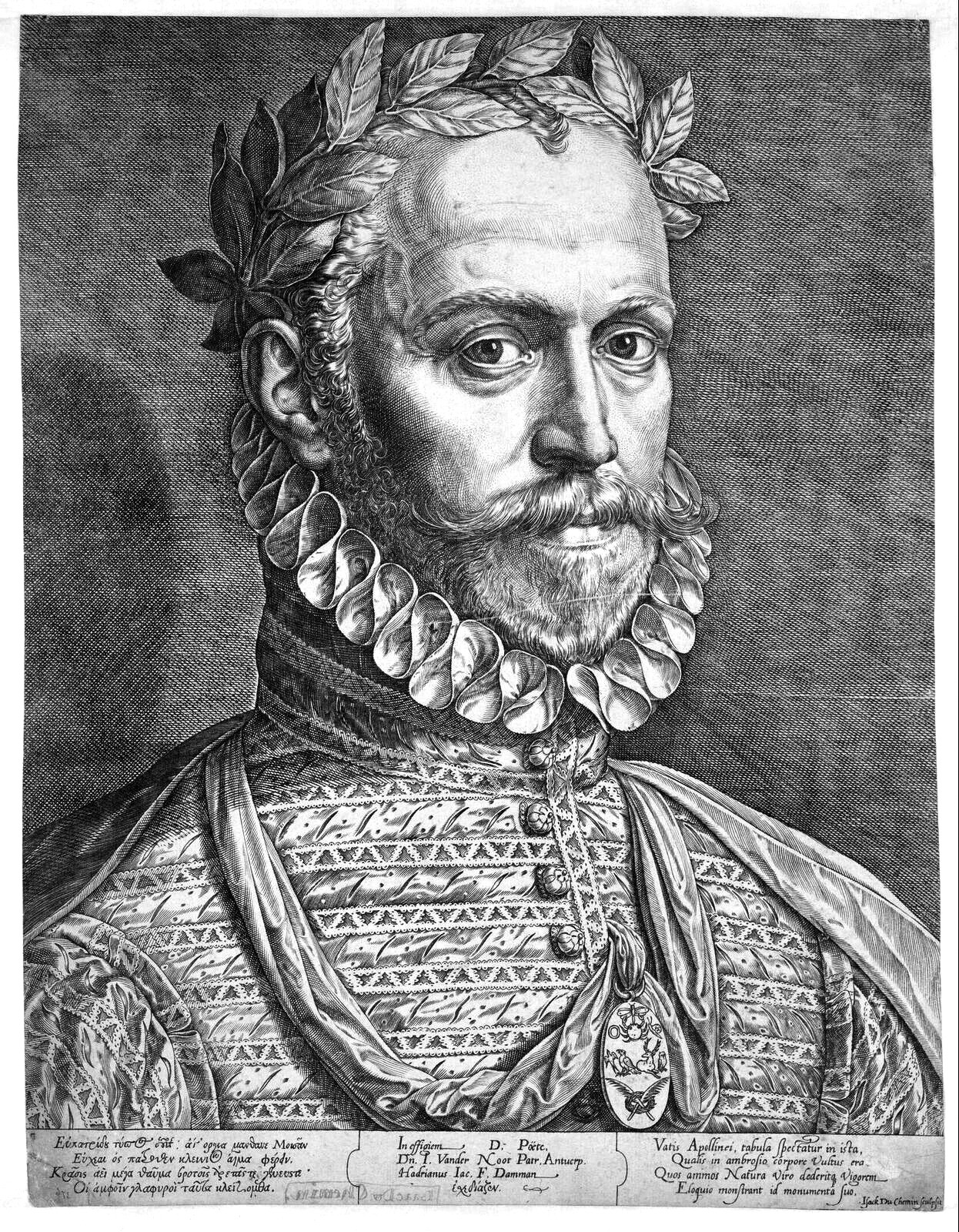
Jan van der Noot

Jonker Jan Baptista van der Noot (Brecht, omstreeks 1539 – Antwerpen, na 1595) was een Zuid-Nederlands dichter. Hij was de voornaamste vroegrenaissancistische dichter uit de Nederlanden.

## Leven en werk

### Jeugd en Antwerpse periode

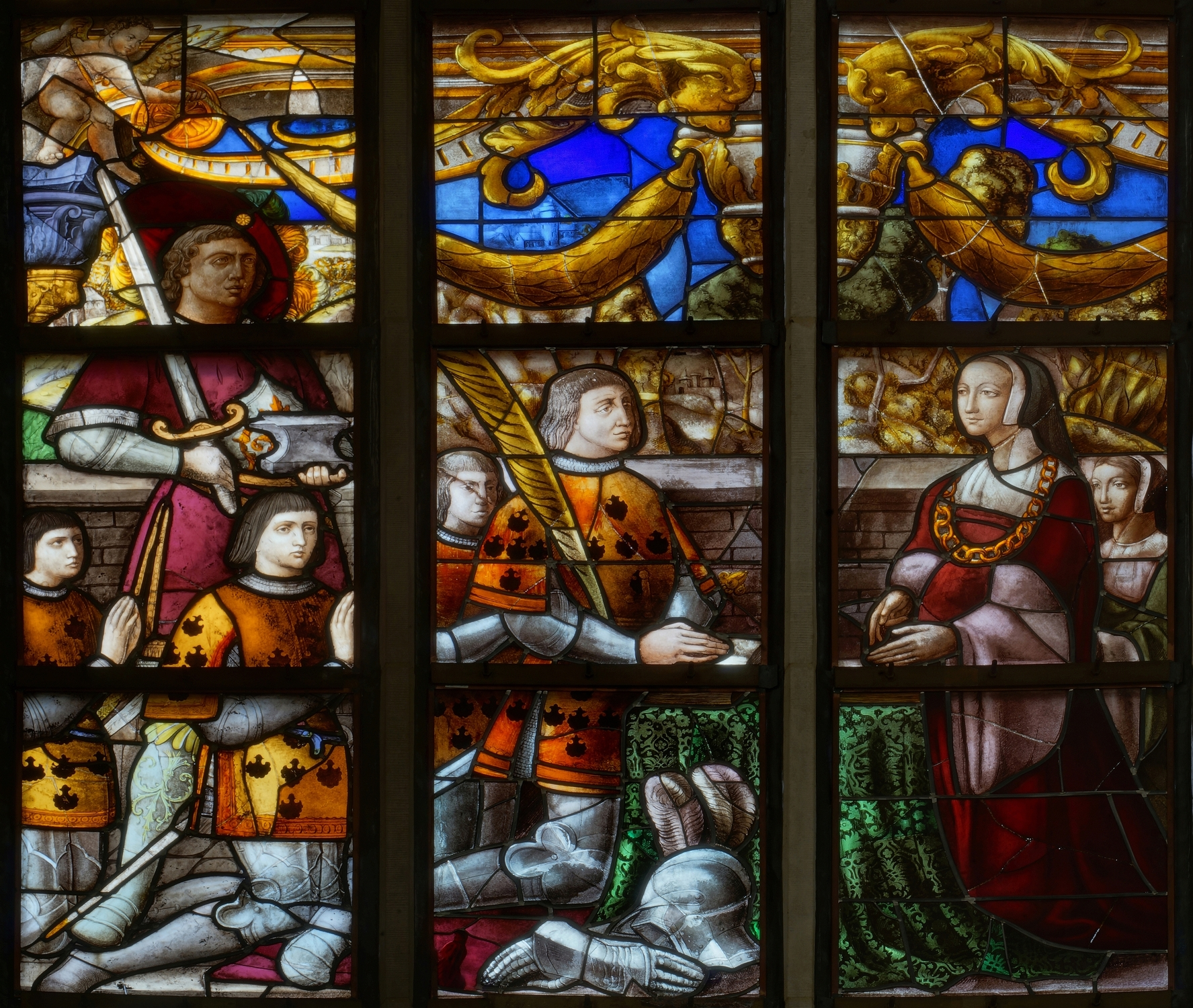
Detail van een glasraam (anno 1544) in de Sint-Leonarduskerk te Sint-Lenaarts (Brecht). Dit detail verbeeldt ridder Adriaan Van der Noot, zijn echtgenote Josine Daens, evenals drie zonen en een dochter.

Van der Noot was het zevende en jongste kind van ridder Adriaan van der Noot, die schout van Brecht en oud-schepen van Antwerpen was, en van Josine Daens. Na de dood van zijn ouders (respectievelijk in 1555 en 1557) vestigde Van der Noot zich in Antwerpen waar hij in 1562 schepen werd. In 1565 werd hij nogmaals schepen in de stad.
Van der Noot begon met het schrijven van Franse en Nederlandse verzen waarbij de invloed van de Pléiadedichters zoals Pierre de Ronsard en Joachim du Bellay duidelijk was. In maart 1567 nam hij als calvinistisch voorman deel aan het revolutionaire oproer met de hoop om markgraaf van Antwerpen te kunnen worden. Zijn afkerige houding ten overstaan van de Rooms-Katholieke Kerk stond in schril contrast met de levensbeschouwing van zijn vader, die in 1544 een belangrijke bijdrage leverde voor de bouw van de Sint-Leonarduskerk te Sint-Lenaarts (Brecht).
De opstand waaraan zoon Jan had deel genomen, mislukte evenwel en noopte hem te vluchten naar Londen na eerst zijn huis te hebben verkocht.

### Londense periode
In Londen verscheen in 1568 Het Theatre oft Toon-neel dat eveneens in het Frans en in het Engels verscheen. Het werk bevatte een aantal korte gedichten, deels vertalingen van werk van Francesco Petrarca en Du Bellay en deels eigen allegorische gedichten, voorzien van prozacommentaar waarin de Katholieke Kerk sterk werd aangevallen.
Het tweede werk dat in Londen verscheen, was Het Bosken in 1570. De titel was geïnspireerd op Le Bocage van Pierre de Ronsard uit 1554. Het werk bevatte jeugdpoëzie van Van der Noot en was de eerste volwaardige renaissancistische dichtbundel in het Nederlands in de Nederlanden.
Ondertussen was Van der Noot op 15 februari 1570 door toedoen van de hertog van Alva wegens zijn calvinistische sympathieën veroordeeld tot levenslange verbanning uit de Habsburgse Nederlanden.

### Duitse periode
Van der Noot reisde in 1571 naar Duitsland, waar hij vertoefde in het hertogdom Kleef en het Rijnland. Van der Noot publiceerde er de Duitse vertaling van Het Theatre oft Toon-neel (1572) onder de titel Theatrum das ist Schawplatz. Ondertussen had hij zich terug bekeerd tot de Rooms-Katholieke Kerk en waren in de Duitse vertaling de aanvallen tegen de Kerk vervangen door aanvallen tegen de duivel. Waarom Van der Noot uiteindelijk toch weer rooms-katholiek werd is onduidelijk.
In 1576 publiceerde Van der Noot in Keulen Das Buch Extasis, een epos in renaissancistische stijl ter ere van Olympia.

### Ontmoeting met de Pléiadeschrijvers
In de zomer van 1578 verbleef Van der Noot een tijdje in Parijs, waar hij een aantal ontmoetingen had met Pléiadedichters zoals Jean Dorat en zijn idool Pierre de Ronsard. Na de zomer keerde hij terug naar Antwerpen nadat hij door de Pacificatie van Gent in ere was hersteld.

### Terug in Antwerpen
In 1579 verscheen in Antwerpen een Nederlandse en Franse verkorte vertaling van Das Buch Extasis onder de titel Cort Begrijp der XII. Boecken Olympiados/Abregé des douze livres Olympiades. Het daaropvolgende jaar verscheen Lofsang van Braband/ Hymne de Braband, opgedragen aan de Staten van Brabant met het verzoek om Van der Noot als officieel dichter te benoemen. Vanaf dan kreeg hij een vergoeding en werd hij broodschrijver. Tussen 1580 en 1595 verschenen telkens Poeticsche werken, een verzameling weinig originele, eentonige bundels die telkens aan andere personen waren opgedragen. Jan van der Noot had zelf een stapel gedichten, die de koper naar zijn eigen smaak en inzicht tot een dichtbundel kon laten samenstellen, waarbij de opdrachtgever het voor hem bedoelde lofdicht vanvoor kon terugvinden. Zo is elke editie van Poeticsche werken in feite een aparte publicatie.

## Belang van Van der Noot
Van der Noot was na de rederijkers de eerste renaissancedichter die een hoge opvatting had over poëzie. In navolging van Petrarca en de Pléiadedichters zoals De Ronsard liet hij in zijn werken een grondige kennis van de oudheid en de mythologie blijken. Van der Noot introduceerde het epos en het sonnet (samen met Lucas d'Heere en Daniël Heinsius) in de Nederlandse letterkunde.